# Nadiya Hussain
Nadiya Jamir Hussain, född Begum den 25 december 1984, är en brittisk bagare, krönikör, författare och TV-presentatör. Hon blev känd efter att ha vunnit BBC:s Hela England bakar 2015.

### Matlagning
- Nadiya's Kitchen (Michael Joseph, juni 2016) ISBN 9780718184513
- Nadiya's Bake Me a Story (Hodder Children's Books, september 2016) ISBN 9781444933277

### Skönlitteratur
- The Secret Lives of the Amir Sisters (Harlequin, januari 2017) ISBN 9780008192259